# Мілчо Манчевський
Мілчо Манчевський (мак. Мілчо Манчевскі; нар. 18 жовтня 1959, Скоп'є) — македонський кінорежисер, сценарист.

## Біографія
Вивчав археологію та історію мистецтва в Університеті Скоп'є, закінчив Коледж масових комунікацій та медіа мистецтв в Університеті Південного Іллінойсу. Зняв кілька десятків експериментальних фільмів і відеострічок. Пише прозу, займається фотографією.
Живе в Нью-Йорку, викладає в Тішевській художній школі (TSOA) Нью-Йоркського університету.

## Вибрана фільмографія
- 1985 — Небезпечна жінка (короткометражний)
- 1994 — Перед дощем (номінація на Оскар, Золотий лев і ще три премії Венеціанського МКФ, Давид ді Донателло, премія Незалежний дух та ін.)
- 2001 — Прах
- 2007 — Тіні
- 2011 — Матері (учасник секції «Панорма» 61-го Берлінського МКФ).